# Villa del Rosario (Norte de Santander)
Villa del Rosario es un municipio colombiano ubicado en el departamento de Norte de Santander, sobre la frontera con Venezuela, y en el área metropolitana de Cúcuta. Fue declarado Patrimonio Cultural de la Nación, mediante la Ley 2270 del 23 de septiembre de 2022. Hace parte de la Red de pueblos patrimonio de Colombia.
Su población es de 112.798 habitantes, siendo la tercera ciudad en población del departamento después de Cúcuta y Ocaña. Se localiza exactamente en las coordenadas 7°50′2″N 72°28′27″O / 7.83389, -72.47417. Su altitud es de 440 m s. n. m. y su zona horaria es UTC-5. Su temperatura promedio es 22° a 31 °C a lo largo del año.
Se divide administrativamente en 5 corregimientos y 4 veredas. Limita al norte con Venezuela y Cúcuta, al sur con Ragonvalia y Chinácota, al oriente con Venezuela y al occidente con Los Patios. Su único río es el Táchira.

## Símbolos
.Los símbolos oficiales de la ciudad son: la bandera, el escudo y el himno

Bandera del Municipio

### Bandera
Bandera: Decretada por el Acuerdo 58 del 8 de mayo de 1984. Sus colores significan: El amarillo representa la riqueza del Municipio. El rojo la sangre que derramaron nuestros libertadores en la época de la independencia. El verde manifiesta toda la vegetación.

### Escudo

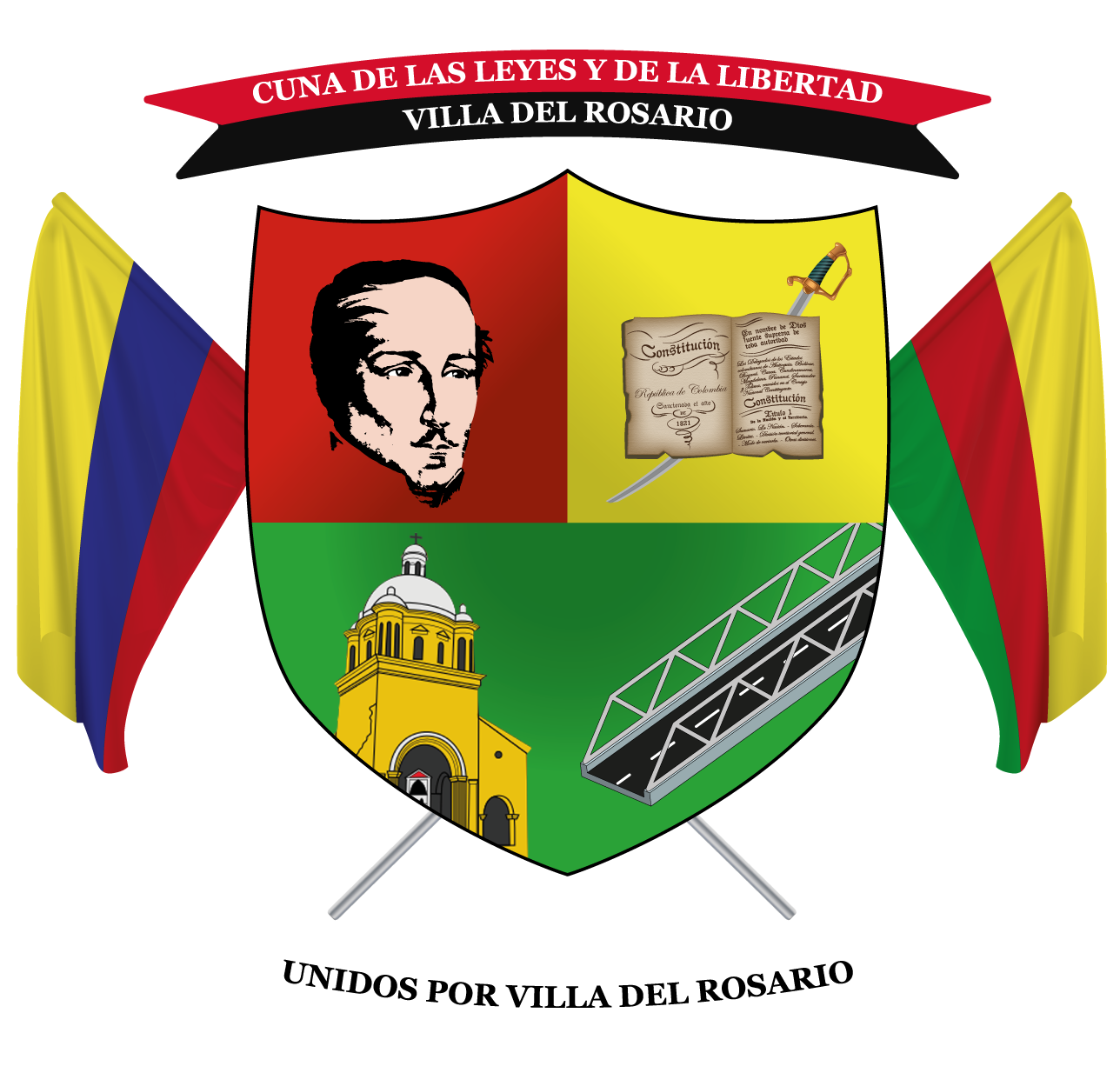
Escudo del Municipio

Escudo: La cinta esta membretada con la frase insignia “cuna de las leyes y la libertad” debido a que allí Bolívar cristalizo el sueño de la Gran Colombia.
La figura de Santander como hijo oriundo de esta tierra, quien fue el Hombre de las Leyes. El libro y la espada es la constancia que hay del Congreso Constituyente de 1821 y nos manifiesta que la cuna de las leyes es el nacimiento de Colombia.
En base en esta constitución, Santander sacó avante la república manifestándole al pueblo que todo debe estar sujeto a ella. El Templo de Nuestra Señora del Rosario albergo a los constituyentes, símbolo de la Villa del Rosario, fue destruido por el terremoto del 18 de mayo de 1875.
El puente Simón Bolívar que es la unión con la hermana República Bolivariana de Venezuela

### Himno
Himno: Bajo el cielo Rosariense.
Acuerdo 016 del 13 de Marzo de 1987
Coro
Es la Villa del Rosario, un pueblo de mucha historia, honra de los rosarienses,capital de la Gran Colombia, pueblo de mujeres hermosas, que nos brindan su alegría, tierra de surcos fecundos, tierra de raza bravía. (bis)
Bajo el cielo Rosariense, vieron la primera luz, para darnos libertad, Santander, Concha y Fortoul. Que viva mi patria chica, gritemos con emoción, cuando nombran a mi pueblo, siente orgullo el corazón. (bis)
Bajo el cielo Rosariense, vieron la primera luz, para darnos libertad, Santander, Concha y Fortoul. El que nace en este pueblo, siente orgullo si lo nombran, honor y gloria al Rosario que es la cuna de Colombia. (bis)
 Letra: José Darío Jaimes Díaz.
 Música: Fernando Jaimes.

## Gobierno

### Alcaldes
Estos han sido los alcaldes elegidos por decreto departamental
| N.º | Nombre                         | Inicio              | Final                | Partido         |
| --- | ------------------------------ | ------------------- | -------------------- | --------------- |
|     | José Jacinto Manrique          | 1919                | 1921                 | Partido LIberal |
|     | Agustín Granados Torres        | 1946                | 1948                 | Partido Liberal |
|     | Ramón Rondón Rodríguez         | 22 de junio de 1950 | 30 de agosto de 1950 | Militar         |
|     | Agustín Granados Torres        | 1950                | 1952                 | Partido Liberal |
|     | Luis María Avendaño            | 1954                | 1954                 | ?               |
|     | César Moreno                   | 1958                | 1962                 | Partido Liberal |
|     | Manuel José Cabrera Serrano    | 1970                | 1971                 | ?               |
|     | César Moreno                   | 1976                | 1978                 | Partido Liberal |
|     | Luis Enrique Acevedo Vargas    | 1978                | 1979                 | Partido Liberal |
|     | Miguel Francisco Niño Montañez | 1979                | 1984                 | ?               |

Estos han sido los alcaldes elegidos popularmente 
| N.º  | Nombre                 | Inicio               | Final                            | Partido                              |
| ---- | ---------------------- | -------------------- | -------------------------------- | ------------------------------------ |
| 1.º  | Juan Ignacio Gutiérrez | 25 de agosto de 1986 | 31 de mayo de 1988               | Partido Liberal                      |
| 2.º  | Luis Gonzalo Díaz      | 1 de junio de 1988   | 31 de mayo de 1990               | Partido Conservador                  |
| 3.º  | Juan José Duran        | 1 de enero de 1990   | 31 de diciembre de 1991          | Partdio Liberal                      |
| 4.º  | Octavio Martínez       | 1 de enero de 1992   | 31 de diciembre de 1994          | Partdio Liberal                      |
| 5.º  | Julio César Nova       | 1 de enero de 1995   | 31 de diciembre de 1997          | Partido Liberal                      |
| 7.º  | Octavio Martínez       | 1 de enero de 1998   | 31 de diciembre de 2000          | Partido Liberal                      |
| 8.º  | Ingmar Abel Sánchez    | 1 de enero de 2001   | 31 de diciembre de 2003          | Partido Liberal                      |
| 9.º  | Carlos Socha           | 1 de enero de 2004   | 31 de diciembre de 2007          | Partido de la U                      |
| 10.º | Emperatriz Misse       | 1 de enero de 2008   | 31 de diciembre de 2011          | Convergencia Ciudadana               |
| 11.º | Carlos Socha           | 1 de enero de 2012   | 31 de diciembre de 2015          | Partido de la U                      |
| 12.º | Pepe Ruiz              | 1 de enero de 2016   | 31 de diciembre de 2019          | Partido AICO                         |
| 13.º | Eugenio Rangel         | 1 de enero de 2020   | 26 de marzo de 2022 (suspendido) | Coalición "es Momento de crecer"     |
| 14.º | Carlos Socha           | 27 de marzo de 2022  | 31 de diciembre de 2023          | Partido de la U                      |
| 15.º | Juan Camilo Suárez     | 1 de enero de 2024   |                                  | Coalición "El Camino es con Camilo". |

## Geografía

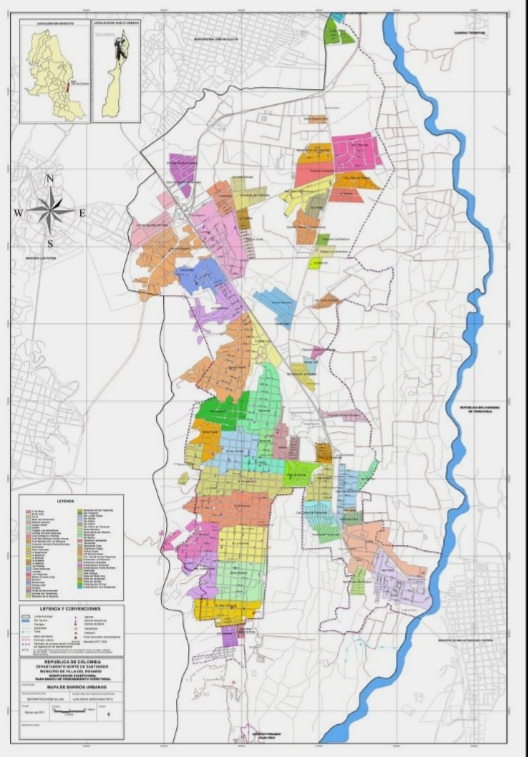
Mapa urbano de Villa del Rosario

### División Político-Administrativa
El municipio hace parte oficialmente de la zona urbana del Área metropolitana de Cúcuta. Su cabecera municipal está dividida en los siguientes barrios: Montevideo, Lomitas, La Primavera, Las Pampas, La Esperanza, 20 de julio, San Gregorio, Santander, Antonio Nariño, Villa Antigua, El Centro, El Páramo, Primero de mayo, La Palmita, Gran Colombia, La Parada, Fátima, Bellavista, Piedecuesta, Gramalote, Turbay Ayala, San Martín, Santa Bárbara, San Judas Tadeo, San José y Sendero de Paz.
Tiene bajo su jurisdicción centros poblados de Juan Frío y Palogordo Norte, y las veredas de La Uchema, Lomitas, La Parada, Palogordo Sur, El Palmar, Luis Carlos Galán, Trincheras y Peracal.

### Clima
Según la clasificación climática de Köppen la ciudad se encuentra en una zona de transición entre el clima tropical con inviernos secos y veranos lluviosos. La temperatura del municipio de Villa del Rosario en donde está la zona urbana, la cual tiene una temperatura media de 25 °C Las temperaturas más altas oscilan entre 31 y 33 °C y las más bajas oscilan entre 19 y 23 °C. La precipitación media anual es baja-moderada: 708 mm. El mes más lluvioso es octubre (111,8 mm). el mes más seco es julio (22,9mm).
| Parámetros climáticos promedio de Villa del Rosario 1981–2010 | Parámetros climáticos promedio de Villa del Rosario 1981–2010 | Parámetros climáticos promedio de Villa del Rosario 1981–2010 | Parámetros climáticos promedio de Villa del Rosario 1981–2010 | Parámetros climáticos promedio de Villa del Rosario 1981–2010 | Parámetros climáticos promedio de Villa del Rosario 1981–2010 | Parámetros climáticos promedio de Villa del Rosario 1981–2010 | Parámetros climáticos promedio de Villa del Rosario 1981–2010 | Parámetros climáticos promedio de Villa del Rosario 1981–2010 | Parámetros climáticos promedio de Villa del Rosario 1981–2010 | Parámetros climáticos promedio de Villa del Rosario 1981–2010 | Parámetros climáticos promedio de Villa del Rosario 1981–2010 | Parámetros climáticos promedio de Villa del Rosario 1981–2010 | Parámetros climáticos promedio de Villa del Rosario 1981–2010 |
| Mes                                                           | Ene.                                                          | Feb.                                                          | Mar.                                                          | Abr.                                                          | May.                                                          | Jun.                                                          | Jul.                                                          | Ago.                                                          | Sep.                                                          | Oct.                                                          | Nov.                                                          | Dic.                                                          | Anual                                                         |
| ------------------------------------------------------------- | ------------------------------------------------------------- | ------------------------------------------------------------- | ------------------------------------------------------------- | ------------------------------------------------------------- | ------------------------------------------------------------- | ------------------------------------------------------------- | ------------------------------------------------------------- | ------------------------------------------------------------- | ------------------------------------------------------------- | ------------------------------------------------------------- | ------------------------------------------------------------- | ------------------------------------------------------------- | ------------------------------------------------------------- |
| Temp. máx. abs. (°C)                                          | 32                                                            | 33                                                            | 33                                                            | 33                                                            | 32                                                            | 32                                                            | 32                                                            | 34                                                            | 34                                                            | 34                                                            | 33                                                            | 33                                                            | 32.9                                                          |
| Temp. máx. media (°C)                                         | 25                                                            | 26                                                            | 26                                                            | 27                                                            | 27                                                            | 27                                                            | 27                                                            | 28                                                            | 28                                                            | 27                                                            | 26                                                            | 25                                                            | 26.5                                                          |
| Temp. media (°C)                                              | 24.6                                                          | 24.9                                                          | 25.3                                                          | 25.5                                                          | 26.6                                                          | 26.7                                                          | 26.8                                                          | 27.1                                                          | 27                                                            | 26.3                                                          | 25.4                                                          | 24.6                                                          | 28.5                                                          |
| Temp. mín. media (°C)                                         | 21                                                            | 22                                                            | 22                                                            | 23                                                            | 24                                                            | 24                                                            | 24                                                            | 24                                                            | 24                                                            | 23                                                            | 22                                                            | 22                                                            | 22.9                                                          |
| Temp. mín. abs. (°C)                                          | 20                                                            | 19                                                            | 20                                                            | 21                                                            | 20                                                            | 20                                                            | 21                                                            | 20                                                            | 19                                                            | 19                                                            | 18                                                            | 18                                                            | 19.5                                                          |
| Precipitación total (mm)                                      | 17                                                            | 26                                                            | 69                                                            | 113                                                           | 132                                                           | 57                                                            | 52                                                            | 56                                                            | 73                                                            | 86                                                            | 76                                                            | 49                                                            | 806                                                           |
| Días de precipitaciones (≥ )                                  | 5                                                             | 5                                                             | 6                                                             | 8                                                             | 9                                                             | 9                                                             | 8                                                             | 7                                                             | 8                                                             | 12                                                            | 11                                                            | 10                                                            | 98                                                            |
| Horas de sol                                                  | 231.5                                                         | 209.5                                                         | 215.9                                                         | 214.0                                                         | 219.8                                                         | 220.0                                                         | 234.6                                                         | 227.0                                                         | 231.0                                                         | 225.3                                                         | 209.0                                                         | 215.3                                                         | 2228.9                                                        |
| Humedad relativa (%)                                          | 75                                                            | 73                                                            | 74                                                            | 75                                                            | 70                                                            | 63                                                            | 64                                                            | 62                                                            | 66                                                            | 79                                                            | 76                                                            | 77                                                            | 65.6                                                          |
| Fuente: Ideam                                                 |                                                               |                                                               |                                                               |                                                               |                                                               |                                                               |                                                               |                                                               |                                                               |                                                               |                                                               |                                                               |                                                               |

### Límites municipales
Villa del Rosario está delimitada por los siguientes municipios:
|                                    | Norte: Cúcuta   |                                                                                 |
| Oeste: Los Patios (Río Pamplonita) |                 | Este: Municipio San Antonio del Táchira ( Táchira) ( Estado Táchira, Venezuela) |
| Suroeste: Chinácota                | Sur: Ragonvalia | Sureste: Municipio San Antonio (Táchira) ( Estado Táchira, Venezuela)           |

## Historia
La fecha de su fundación ha desatado polémica entre los historiadores; porque en sí no existen documentos que indiquen una fecha exacta; quizás porque en ese tiempo para poder fundar una villa, la real corona exigía que hubiera más de 3.400 habitantes y tal vez por ese motivo tuvo un proceso de espera, que desató una gran confusión. Igualmente sucede con sus fundadores porque hubo donaciones de terrenos en diferentes años y es así como no se conoció un orden total sino parcial de su fundación y de sus fundadores.
Sin embargo, los historiadores que hasta ahora han tenido que hacer mención del fundador de Villa del Rosario, coinciden en afirmar que fueron Ascencia Rodríguez de morales (acaudalada matrona que heredó de su esposo don Juan de morales) y José Díaz de Astudillo (quien fuera gobernador de la ciudad de San Faustino) los cuales eran dueños de la mayor parte del espacioso valle de San José, quienes según escritura pública de 1750 donaron las tierras para su creación.

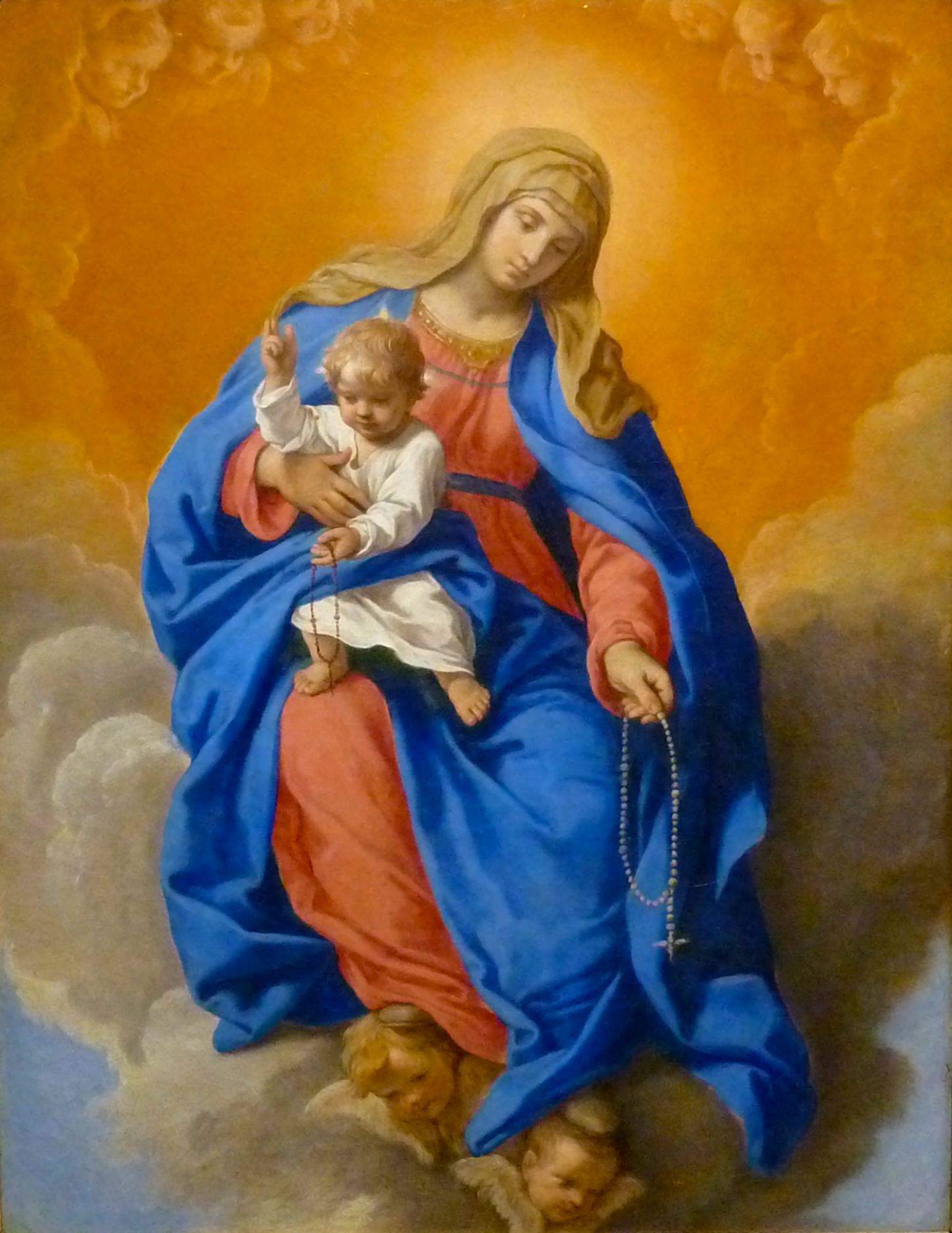
Virgen del Rosario, en cuyo honor se nombró este municipio

Hacia 1.760 se destacaban unos pocos ranchos en el mismo sitio en donde hoy existe la población que se conoce con el nombre de "Villa Antigua ".
El 15 de julio de 1771 los principales vecinos residentes en estos valles, se congregaron en Junta Directiva para solicitar al alcalde de la población, Juan Agustín del Rincón, la creación de la parroquia Nuestra Señora del Rosario.
El 11 de febrero de 1773 se dictó el Decreto de creación de la parroquia, debido a la importancia que tomó se solicitó al monarca Carlos IV, le concediera el título de Villa, el cual le fue otorgado el 18 de mayo de 1792 como “Noble, Fiel y Valerosa Villa” por Cédula Real.
Los barrios antes del terremoto de 1875 eran: Él Rastrojo, Sogamoso, Bochalema, El Pueblito, El Tamarindo y Los Ejidos.

### SigloXIX

#### Grito de independencia de Colombia
Artículo completo: Acta del Cabildo Extraordinario de Santa Fe de 1810
El 20 de julio de 1810, ocurrió la revuelta del florero de Llorente que dio como paso a la creación de la junta de gobierno de Santa Fe de Bogotá y la declaración del acta de independencia ese mismo día.
Entre algunos firmantes se encontraban el Dr. Frutos Joaquín Gutiérrez de Caviedes y el Padre Nicolás Mauricio de Omaña, que dejaron su firma estampada para la posteridad.

#### Batalla de Cúcuta
Artículo completo: Batalla de Cúcuta
El 28 de febrero de 1813, ocurría la batalla en los valles de Cúcuta, en la cual participaron varios algunos rosarienses entre ellos, el Capitán Lino María y el Coronel José Concha, que llegaron de Pamplona en apoyo a Bolívar combatiendo antes en San Cayetano, con ello consiguiendo el triunfo sobre Correa.
Del Coronel Concha se puede destacar lo siguiente:

El teniente ciudadano José Concha dio unas pruebas nada equivocas de su valor y al concluirse la acción, llegando a la plaza, le hirieron en una muñeca, pero aunque se quebró el hueso, no parece tener riesgo.
Lino Ramirez

#### Batalla de Carrillo
Artículos completos: Batalla de Carrillo e Independencia de Colombia.
En el antiguo corregimiento de los Vados en los Patios (anteriormente perteneciente a Villa del Rosario), ocurre esta batalla el 14 de octubre de 1813, entre los bandos Patriotas, (al mando de un Joven Santander), y realista (al mando de Bartolomé Lizon), terminando en la victoria de estos últimos y la huida del ejército Neogranadino a Pamplona.

#### Batalla de Boyacá
Artículos completos: Batalla de Boyacá y Campaña Libertadora.

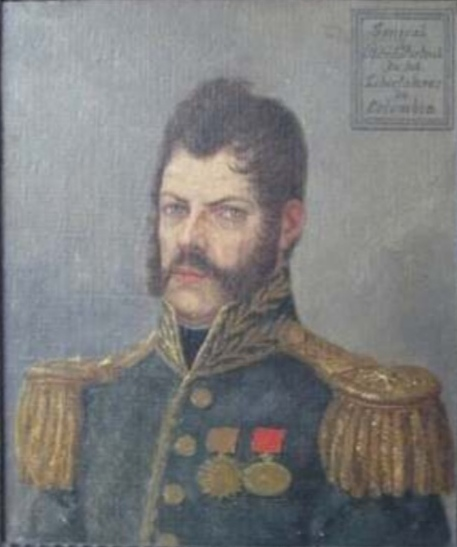
Pedro Fortoul, jefe de Estado Mayor durante la Batalla de Boyacá.

Luego de las victorias del ejército patriota en la Nueva Granada, el General Simón Bolívar daba inicio a la Campaña Libertadora. En esta se destaca la participación a Santander como General de Brigada, a Pedro Fortoul  como jefe de Estado Mayor, los hermanos Gutiérrez de Caviedes, Lino Ramírez vuelve a apoyar organizando las tropas junto a Fortoul que pelearían en esa batalla decisiva, que sellaría la independencia definitiva de Colombia del Imperio Español. Con ello a Santander se le daría el Título de Héroe de Boyacá por su gran hazaña.

#### Batalla de Juan Frío
El 23 de septiembre de 1819, junto con las tropas a su mando, acompañó al general Carlos Soublette en la batalla que se libró en Juan Frío, la cual sacó definitivamente a los españoles de esta región que había logrado escapar de la batalla de Boyacá.

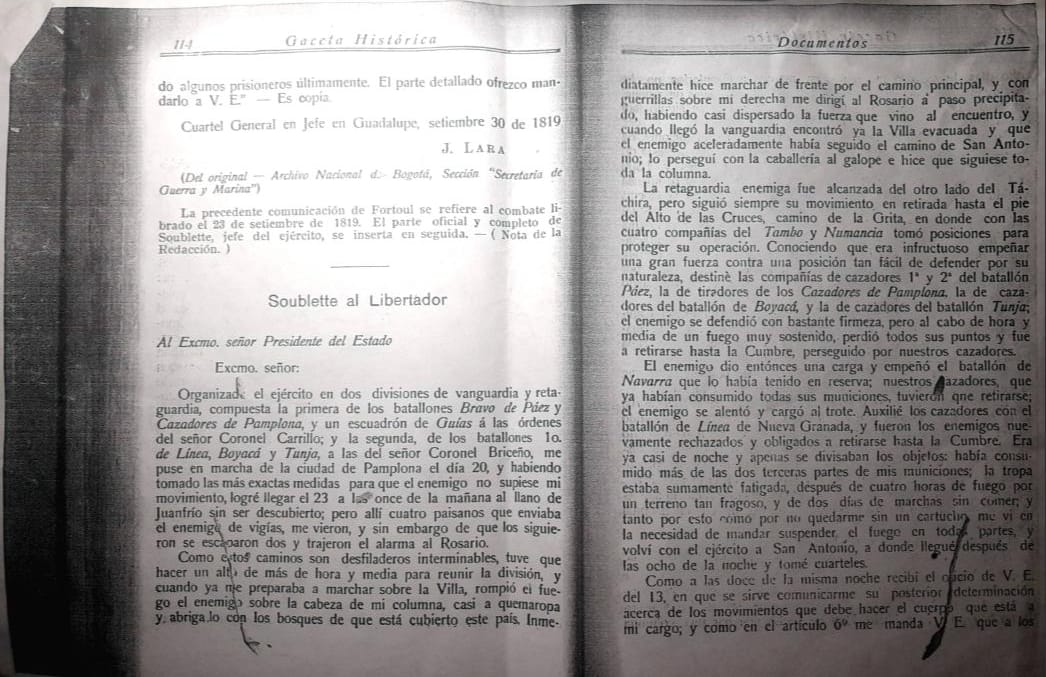
Parte de guerra del General Soublette al libertador Simón Bolívar

Así lo señaló el general Soublette dos días después de este acontecimiento “Organizado el ejército en dos divisiones de vanguardia y retaguardia, compuesta la primera de los batallones Bravo de Páez y Cazadores de Pamplona y un escuadrón de Guías a las órdenes del señor Coronel Carrillo y la segunda, de los batallones Primero de Línea, Boyacá y Tunja, a las del señor Coronel Briceño, me puse en marcha de la ciudad de Pamplona el día 20 y habiendo tomado las más exactas medidas para que el enemigo no supiese mi movimiento, logré llegar el 23 a las Once de la mañana al llano de Juan Frío sin ser descubierto; pero allí cuatro paisanos que enviaba el enemigo de vigías, me vieron y sin embargo que los siguieron se escaparon dos y trajeron el alarma al Rosario.
“Como estos caminos son desfiladeros interminables, tuve que hacer un alto de más de hora y media para reunir la división y cuando ya me preparaba a marchar sobre la Villa, rompió el fuego el enemigo sobre la cabeza de mi columna, casi a quemarropa y abrigado con los bosques de que está cubierto este país.
Inmediatamente hice marchar de frente por el camino principal y con guerrillas sobre mi derecha me dirigí al Rosario a paso precipitado, habiendo casi dispersado la fuerza que vino al encuentro y cuando llegó la vanguardia encontró ya la Villa evacuada y que el enemigo aceleradamente había seguido el camino de San Antonio; lo perseguí con la caballería al galope e hice que siguiese toda la columna.

### Congreso de 1821
Artículos completos: Congreso Constituyente de 1821, Constitución de 1821 y la Gran Colombia
Artículos relacionados: Parque de la Gran Colombia, Templo Histórico, Casa de Santander, y Casa de la Bagatela.

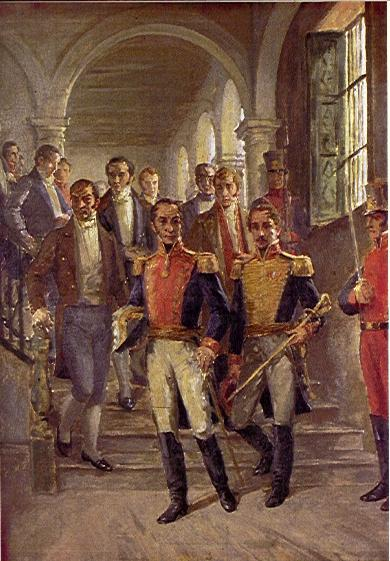
Simón Bolívar, Francisco de Paula Santander y otros próceres de la independencia saliendo del Templo Histórico, que los albergó al momento de sesionar en el Congreso de 1821, para redactar la presente constitución.

Después de las batallas del Pantano de Vargas y de Boyacá, el 17 de diciembre de 1819, el Congreso de Angostura declaró formalmente creada la República de Colombia, unión entre las Provincias Unidas de la Nueva Granada y la Tercera República de Venezuela. La iniciativa de Simón Bolívar fue aprobada, aunque esta liberación no alcanzó a Pasto, Santa Marta ni a Panamá. Al final de las sesiones, el congreso acordó que se reuniría nuevamente en Villa del Rosario, en enero de 1821, para expedir la nueva constitución.

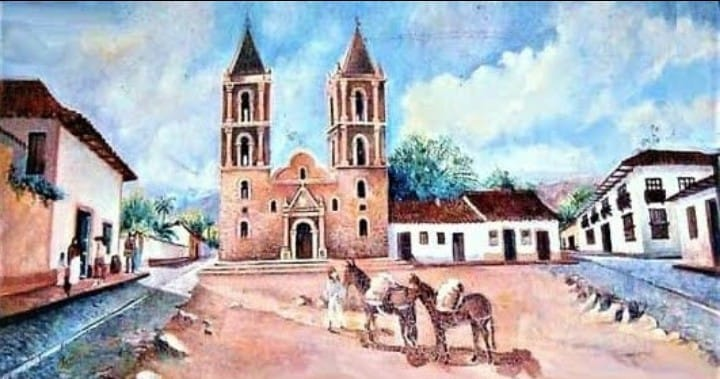
El Templo Histórico antes del terremoto

El 23 de marzo de 1820, fue liberado en España Antonio Nariño, El Precursor. Después de seis años de cautiverio fue nombrado vicepresidente de Colombia en sustitución de Juan Germán Roscio y Luis Eduardo Azuola recientemente fallecidos, e instaló el Congreso de Colombia el 6 de mayo de 1821, el cual terminaría sesiones con la sanción de la Constitución de 1821 por parte de Simón Bolívar el 12 de octubre del mismo año. Como resultado del congreso, la promulgación de la República de Colombia (1821) en Angostura fue ratificada por medio de la Constitución de Colombia y Simón Bolívar y Francisco de Paula Santander fueron elegidos respectivamente como Presidente y Vicepresidente de la nueva nación.
A las 11 de la mañana del 3 de octubre de 1821 Simón Bolívar entró al salón de sesiones ubicado en la sacristía de la iglesia parroquial de Villa del Rosario de Cúcuta (nombre antiguo de la ciudad). Iba acompañado por una comisión de diputados y su estado mayor general. Tomó asiento al lado del presidente del Congreso y puestos todos de pie, juró como presidente de la naciente República de la Gran Colombia, conformada por Venezuela y Cundinamarca, nombre asignado a la Nueva Granada. Tras un discurso y la posesión de Francisco de Paula Santander como vicepresidente, fue leído el texto de la Constitución que le dio vida política a la República.

#### Convención de Ocaña
Artículos completos: Disolución de la Gran Colombia y Convención de Ocaña.

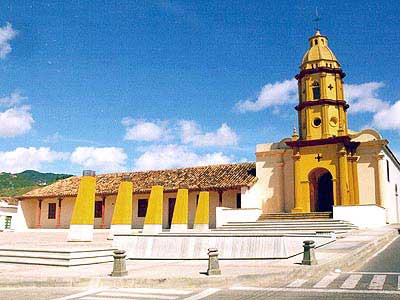
Iglesia de San Francisco, lugar donde se hizo la Convención de Ocaña en 1828

La nueva nación, sin embargo, no duraría mucho, pues las disputas políticas entre los líderes independentistas nunca pudieron ser resueltas, tal como lo de mostró la fallida Convención de Ocaña de 1828. La convención, que tenía por objeto reformar la Constitución de 1821 pero fue un fracaso, y los bolivarianos abandonaron el recinto proclamando a Bolívar como dictador.
El 23 de noviembre de 1829 el general José Antonio Páez reunió una asamblea popular en Valencia, la cual fue aprobada por su mayoría, para discutir la separación de Venezuela de la Gran Colombia. Allí se acordó que Venezuela no debía continuar unida a la República y separarse lo más pronto posible.
En 1851 pasaría por esta villa el Viajero Manuel Ancizar y según su libro Peregrinación de Alphas, la describe de la siguiente manera:

Rodeada por arboledas frondosas, a cuyo amparo crecen los perfumados cacaotales, tiende la villa del Rosario sus calles rectas, limpias y bien empedradas, y levanta sus casas de teja y su espaciosa iglesia, bajo muchos respectos memorable. No es población ruidosa y agitada como San José, sino quieta y con algo de solemne que sienta bien a la cuna de Colombia.
Manuel Ancizar

### Terremoto de Cúcuta
El 18 de mayo de 1875, ocurrió el terremoto de Cúcuta que afecto a esta localidad, destruyendo los 6 barrios originales del municipio que eran (El rastrojo, El calvario, Sogamoso, Bochalema, El pueblito y El tamarindo), también destruyendo la capilla Santa Ana, El templo Histórico, la casa natal del General Santander, la Bagatela y la Estación de Ferrocarril, esto dejaría grandes pérdidas económicas y poblaciones. Pero esto serviría para la creación de nuevos barrios más allá de la Quebrada de los Ángeles (que separa a la nueva y antigua población), que serían Piedecuesta el 22 de junio de 1875, El Centro el 20 de julio de 1877, La Pesa (hoy Fátima) el 1 de noviembre de 1871, Gramalote el 12 de octubre de 1879 y el barrio La Palmita el 19 de marzo de 1893.

#### Ferrocarril de Cúcuta
Artículos relacionados: Ferrocarril de Cúcuta

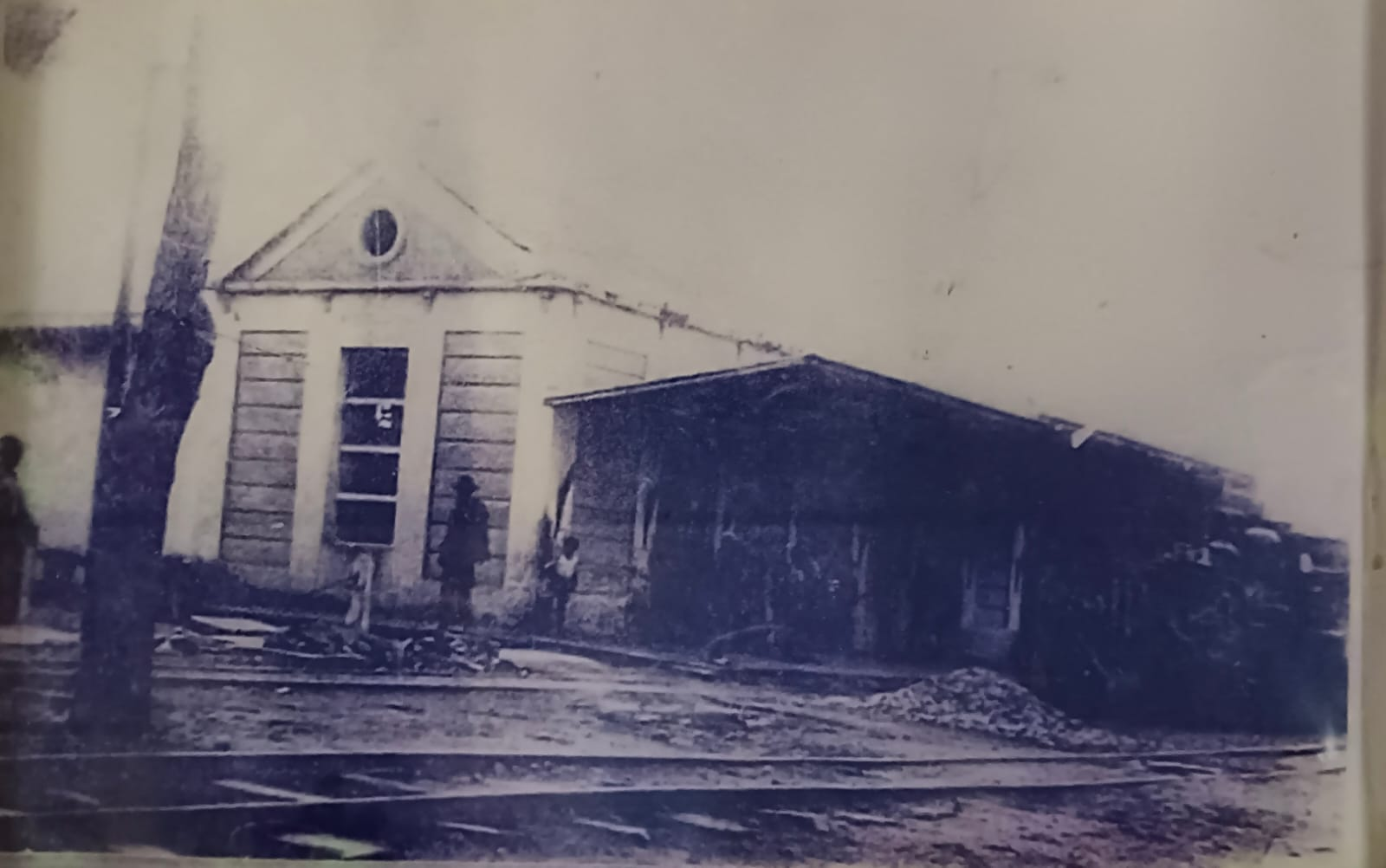
Estación del ferrocarril K14

Por esta Villa seguía la ruta de la Línea de la Frontera (perteneciente al ferrocarril de Cúcuta), que pasaba por la antigua Estación K-14, hasta termina en la estación la parada. En este punto llegaba distintos productos para el comercio en la zona fronteriza, entre ellos el café que empezaba a tener un gran auge en la región.

### SigloXX

#### Café Galavis
Esta empresa nació en 1918 en Villa del Rosario, gracias a Lino Galavis Carriedo y su esposa Eva Girón. Ellos empezaron por hacer café tostado, mediante la rueda hidráulica por la cual lo molían. Así fue creciendo la empresa y mejoraron la rueda a una de madera, con ello llegaron a producir 10 cargas por días, que eran llevados a San José de Cúcuta mediante mula.

#### Aterrizaje de Camilo Daza
Un 22 de septiembre de 1922 en el actual Barrio la Palmita aterrizaba el capitán Camilo Daza con su avión Bolívar en las tierras propiedad del señor Cristóbal Gutiérrez. En honor a este acontecimiento la cancha de futbol lleva el nombre del aviador nacido en Pamplona, Norte de Santander.

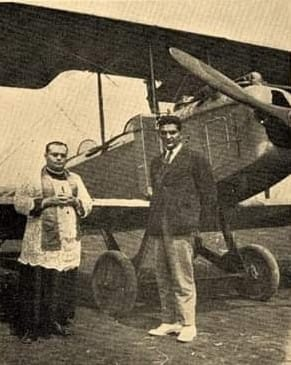
El aviador Camilo Daza con su avión Bolívar

### Tratado sobre demarcación de Fronteras y Navegación de los ríos comunes con Venezuela
Los expresidentes, Eduardo Santos por Colombia y el General Eleazar López Contreras por Venezuela se reunieron el 5 de abril de 1941 en el Templo Histórico para poner fin a una diferencia de más de un siglo (desde la disolución de la Gran Colombia) suscribiendo el acuerdo de límites entre los dos países, siendo firmados por los cancilleres Luis López de Mesa y Esteban Gil Borges, con ello se ratificó el Tratado López de Mesa Gil Borges.

### Época del paramilitarismo
Los hornos crematorios ubicados en Juan Frío, Villa del Rosario, representan una sombría evidencia de la violencia paramilitar que afectó a esta zona limítrofe con Venezuela. De acuerdo a las pesquisas, el Bloque Catatumbo de las Autodefensas Unidas de Colombia (AUC) utilizó estos hornos para incinerar los cuerpos de sus víctimas y eliminar cualquier rastro de sus delitos. Se calcula que entre 2001 y 2003, más de 500 personas perdieron la vida y sus restos fueron consumidos por estos hornos, que originalmente servían como trapiches para la producción de panela.
El descubrimiento de estos hornos crematorios se produjo en 2006 gracias a la intervención de la Fiscalía, que inició un proceso legal contra aquellos responsables de estas atrocidades. Algunos de los líderes paramilitares involucrados admitieron su implicación ante la Jurisdicción Especial para la Paz (JEP), el tribunal establecido tras el acuerdo de paz con las FARC para enjuiciar los crímenes más graves del conflicto armado colombiano. Entre quienes hicieron confesiones se encuentran Salvatore Mancuso, Iván Laverde Zapata alias 'El Iguano', y Luis Eduardo Cifuentes Galindo alias 'El Águila'.
Los hornos crematorios han sido el centro de diversos actos de reconocimiento y reconciliación, que involucraron a las víctimas, el Estado y la comunidad internacional. En 2017, se celebró una ceremonia simbólica en la que se entregaron urnas con cenizas recolectadas en los hornos a los familiares de las víctimas, como un gesto de reparación y homenaje. En 2023, tuvo lugar otra ceremonia en la que Patricia Tobón Yagarí, directora de la Unidad para las Víctimas, acompañó a las víctimas de Juan Frío y escuchó sus relatos de resistencia y fortaleza.

## Próceres
El Rosario es la cuna de Colombia. así en sus tierras nacerían gran variedad de próceres, entre ellos el General Francisco de Paula Santander, el Coronel Pedro Fortoul, El Coronel José Concha, el Filósofo Frutos Joaquín Gutiérrez de Caviedes y el presbítero Nicolás Mauricio de Omaña, (ambos firmantes del acta de independencia de 1810, Bartolomé Concha, Sancho Antonio Briceño Rubio, el Capitán Lino María Ramírez, Faustino Zapata, la familia Gutiérrez de Caviedes y muchos próceres más que dieron su vida por la libertad.
En su libro "Los Gutiérrez de Caviedes: Una familia de próceres", Emiliano Díaz del Castillo Zarama describe la grandeza del Rosario con la siguiente frase: 

Tal parece que en la aparente pequeñez de la noble Villa, se hubiera concentrado la grandeza, cantera inagotable de heroísmo, fanal de sabiduría, cuna del patriotismo y refugio de la gloria.
Emiliano Díaz del Castillo Zarama

También en Villa del Rosario dio lugar a grandes personas como por ejemplo, el historiador Luis Gabriel Castro Maldonado (creador del libro Viajando por la capital de la Gran Colombia, el matemático Manuel Antonio Rueda Jara (reconocido a nivel nacional por sus aportes a la educación y creador de algunos libros como El Juguete de los Números y Contabilidad Mercantil).

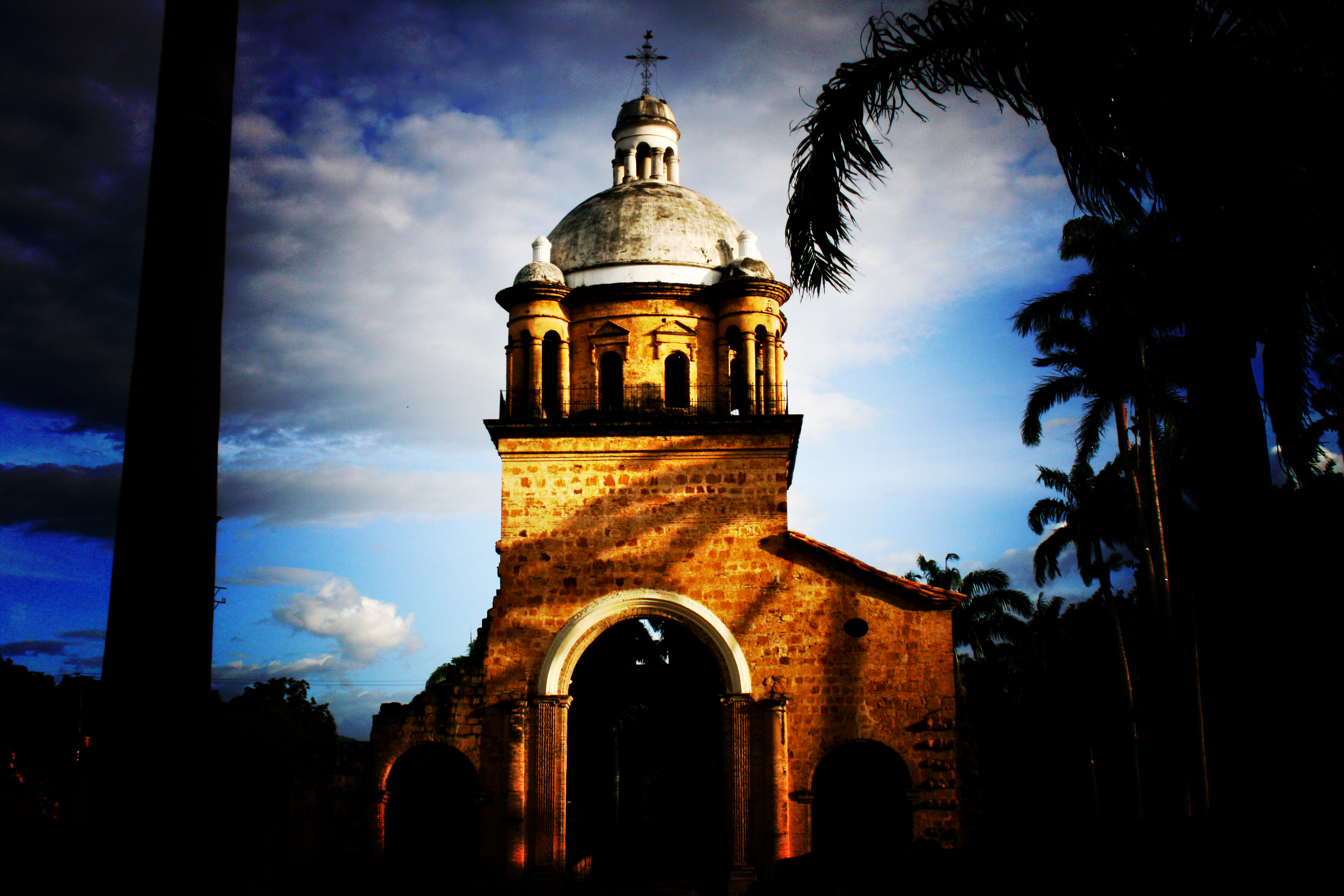
Lomografia del Templo Histórico

## Turismo
Monumentos Nacionales
Villa del Rosario tiene una gran variedad de monumentos nacionales, que cuenta el proceso de independencia de Colombia. 
| Monumento Nacionales               | Descripción | Imagen |
| ---------------------------------- | --- | ------ |
| Casa del General Santander         | En 1959 fue declarado Monumento nacional ya que fue el lugar de nacimiento del hijo ilustre de Villa del Rosario y prócer de la independencia Francisco de Paula Santander un 2 de abril de 1792. |        |
| Templo Histórico                   | En 1926 es declarado Monumento nacional, ya que ahí fue el lugar donde se realizó el Congreso Constituyente de 1821, en el cual se redactó la Constitución de 1821, con la cual se creó la República de Colombia (conocida en la historiografía como la Gran Colombia). |        |
| Iglesia Nuestra Señora del Rosario | Lugar donde se encuentra la imagen de la Virgen del Rosario (misma que presencio la instalación del Primer Congreso General en 1821) y es admirada por todos los habitantes rosarienses. |        |
| La Bagatela                        | En 1971 fue declarada Monumento nacional, ya que fue el sitio donde alguna vez sirvió de palacio de Gobierno durante la conformación de la República de Colombia en 1821. |        |
| Ruinas capilla Santa Ana           | Primera iglesia de la población finalizada en 1738, fue el lugar donde fue bautizado el general Santander y otra cantidad de próceres Mártires y heroínas de Colombia. |        |
| Árboles de Tamarindo               | Uno de estos árboles está ubicado en la parte alta del parque Grancolombiano, El otro árbol está ubicado en la Casa Natal del General Francisco de Paula Santander. Funcionaron como sitio de esparcimiento a los señores constituyentes del Congreso de la Gran Colombia, después de las sesiones. Era el lugar donde se intercambiaban las diversas disposiciones y maniobras propias de la política, por esta razón se le conoce como "Testigo Mudo de la Libertad". |        |

## Etnografía

### Artesanía
Se destaca la talla en madera mimbre, bambú y ratan. La elaboración de réplicas en cerámica del templo histórico y la elaboración de diferentes figuras talladas en piedra. Los acabados de las artesanías son de excelente calidad ya que se elaboran con arcilla de la región la cual está catalogada como una de las mejores del mundo.[cita requerida]

### Gastronomía
Entre los platos típicos están la cachama, el sancocho, morcillas, las arepas de maíz pelao, los chorizos, los bollos, los dulces de leche, mango, lechosa y toronja, caldo de pichón, chivo preparado en cerveza, pastel de garbanzo y el masato. 

## Economía
En el sector de la agricultura, se cultivan diversos productos como café, arroz, caña de azúcar, plátano, tabaco, peces, hortalizas y árboles frutales. Estos cultivos son fundamentales para la economía local y proporcionan una variedad de alimentos y materias primas.
En cuanto a la pecuaria, se crían diferentes tipos de ganado, incluyendo vacunos, bovinos, caprinos y aves de corral. Esta actividad es esencial para la producción de carne, leche y otros productos derivados.
Por último, en el sector de la minería, se extraen recursos como carbón, arcilla, yeso y piedra caliza. Estos materiales son importantes para la construcción y otras industrias.

## Ciudades hermanas
- Cúcuta, Colombia
- Los Patios, Colombia
- El Zulia, Colombia
- Puerto Santander, Colombia
- San Antonio, Venezuela
- Llano Jorge, Venezuela
- Ureña, Venezuela